# DubaiSat 1
DubaiSat 1 war der erste Erdbeobachtungssatellit der Vereinigten Arabischen Emirate.

## Mission und Nutzlast
Er wurde am 29. Juli 2009 mit einer ukrainischen Trägerrakete vom Typ Dnepr um 18:46 UTC von Baikonur aus ins All gebracht. DubaiSat 1 wurde vom Institut der Emirate für fortschrittliche Wissenschaft und Technologie (EIAST) in Zusammenarbeit mit der südkoreanischen Satrec Initiative GmbH in Daejeon für 50 Millionen Euro (184 Millionen Dh) entwickelt und hatte eine geplante Lebensdauer von fünf Jahren. Der Satellit verfügt über ein optisches Abbildungssystem mit einer Schwarz-Weiß-Auflösung von fünf Metern und einer Auflösung im Multispektralbereich (vier Kanäle, rot, grün, blau und NIR) von zehn Metern. Zusätzlich ist ein Radiometer zur Bestimmung der ionisierenden Strahlung mit an Bord. Die Bilder von DubaiSat 1 sollen für die Stadtplanung, wissenschaftliche Forschung, Telekommunikation, Transport, Bauwesen und Kartierung verwendet werden. Der Satellit basiert auf dem südkoreanischen SI-200-Satellitenbus und wiegt etwa 200 kg. Er besitzt einen zylinderförmigen Grundriss mit 1,20 Meter Durchmesser und 1,35 Meter Höhe. Die Energieversorgung wird durch drei Solarzellenausleger mit etwa 330 Watt und drei Akkumulatoren von 18 Ah sichergestellt. Die Telemetrieübertragung erfolgt über jeweils zwei S-Band-Empfänger und -Sender (2 Watt Leistung), die Datenübertragung der Bilder über zwei X-Band-Sender mit je 5 Watt Leistung, deren Signale QPSK-moduliert sind.
Der Start des Nachfolgers DubaiSat 2 erfolgte am 21. November 2013. Im Jahr 2016, zwei Jahre nach dem Ende seiner geplanten Lebensdauer, ging DubaiSat 1 außer Betrieb und wird nur noch gelegentlich für Tests kontaktiert.